# Dịch Vọng Hậu
Dịch Vọng Hậu là một phường thuộc quận Cầu Giấy, thành phố Hà Nội, Việt Nam.

## Địa lý
Phường có đặc sản cốm làng Vòng nổi tiếng.
Phường Dịch Vọng Hậu có diện tích 1,48 km², dân số năm 2022 là 31.879 người, mật độ dân số đạt 21.539 người/km².
Địa giới hành chính phường Dịch Vọng Hậu:
- Đông giáp phường Dịch Vọng
- Tây giáp phường Mai Dịch
- Nam giáp phường Yên Hòa, quận Cầu Giấy và phường Mỹ Đình 2, quận Nam Từ Liêm
- Bắc giáp phường Nghĩa Tân.

Phường Dịch Vọng Hậu được thành lập ngày 5 tháng 1 năm 2005 trên cơ sở tách đất của các phường Quan Hoa và Dịch Vọng.

## Lịch sử
Dịch Vọng Hậu là một thôn (làng) thuộc xã Dịch Vọng, huyện Từ Liêm trước đây, tên Nôm là làng Vòng (thôn Hậu).
Trên đất làng Dịch Vọng Hậu xưa có thành của phủ Hoài Đức. Năm 1833, phủ lị Hoài Đức được dời từ thôn Tiên Thị, huyện Thọ Xương (khu vực phố Phủ Doãn, quận Hoàn Kiếm ngày nay) về làng Dịch Vọng, huyện Từ Liêm, do phủ kiêm lý, đắp thành phủ mới, có hào, mặt trước, nay là đường Nguyễn Phong Sắc. Phủ mới được lập, người các nơi về buôn bán, công chức, binh lính cùng gia đình dựng nhà ở ngoài cửa phủ, lập thành phố đông đúc, sau thành một đơn vị hành chính riêng, gọi là phố Tiền Môn thuộc tổng Dịch Vọng (năm 1926 có đến 258 người). Năm 1883, tại lỵ sở phủ Hoài Đức diễn ra một trận kháng cự của quân đội nhà Nguyễn cùng quân Cờ Đen chống lại cuộc tấn công của quân đội Viễn chinh Pháp (Pháp đánh Phủ Hoài), trước khi nhà Nguyễn chính thức đầu hàng Pháp.